# Église Saint-Nicolas sur la Lipna
L'église Saint-Nicolas sur la Lipna (en langue russe : Церковь Николы на Липне) est une église orthodoxe, témoignage de l'architecture en pierre de Novgorod. Elle est située sur la petite île de Lipna, au confluent du Msta et du lac Ilmen, à 9 kilomètres de Veliki Novgorod. L'autel principal est dédié à saint Nicolas le thaumaturge, tandis que celui de la chapelle l'est à saint Clément.

## Histoire

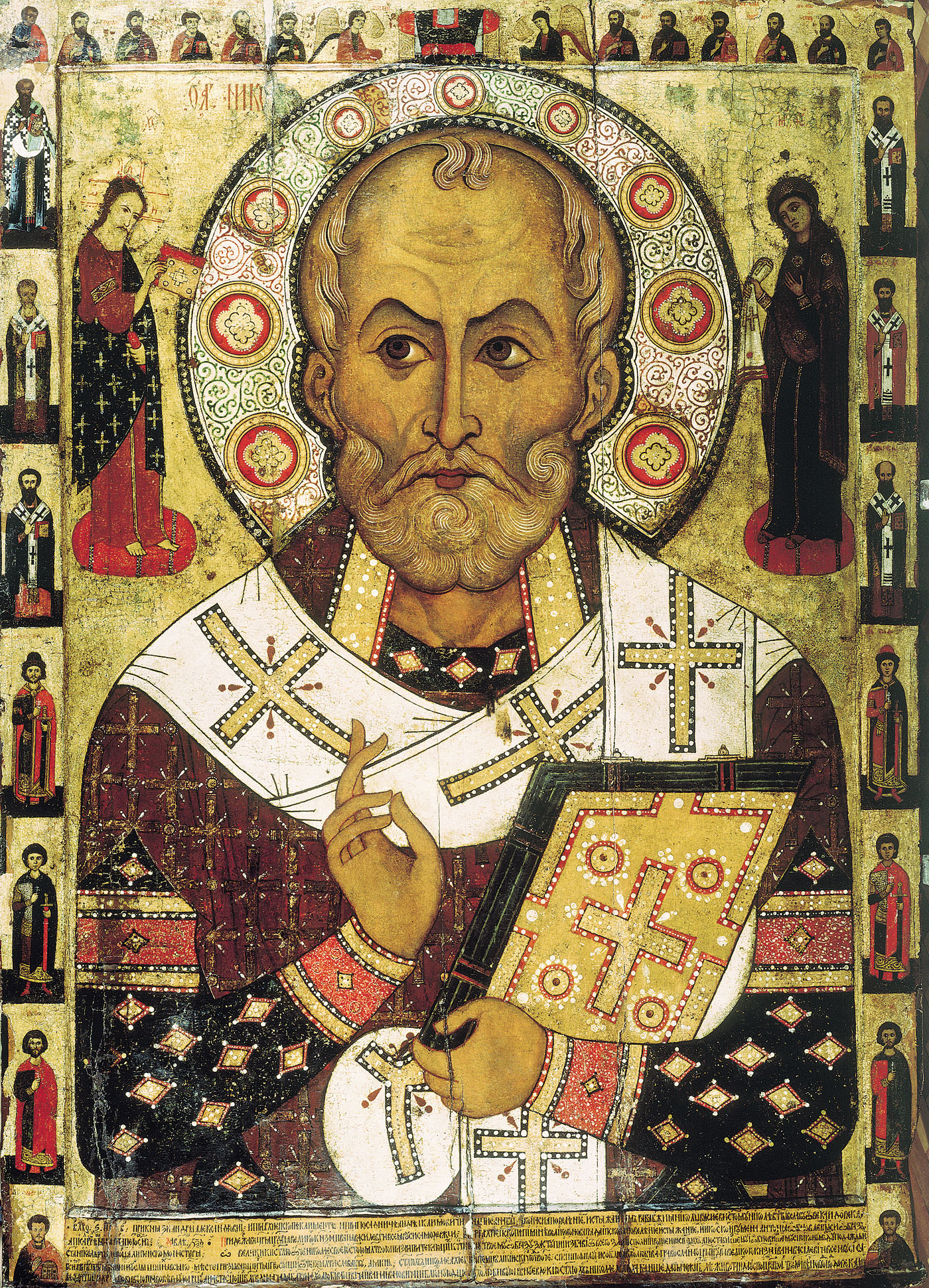
«Nicolas Lipenski». Маître Aleksa Petrov, 1294.

La construction de l'église débute en 1292 à la demande de l'archevêque de Novgorod, Clément (mort en 1299).
Selon la légende, l'icône de Nicolas Lipenski (de Lipna) a été réalisée en l'an 1113, sur une doska de forme ronde et a permis la guérison du prince de Novgorod Mstislav Ier. C'est probablement grâce à cet événement que peu après, un monastère est fondé et qu'une église en bois y est adjointe (les dates exactes ne sont pas connues et les chroniques signalent seulement que l'église a été construite dans le monastère).
Débutée en 1292, sa construction s'est achevée probablement en 1294. C'est la première église en pierre réalisée après les invasions mongoles de la Rus' sur les terres de Novgorod.
Pour la construction de l'église, les architectes s'orientèrent vers l'un des derniers édifices construits avant les invasions mongoles : l' Église de la Nativité-de-la Vierge de l'ermitage de Peryn. Cette dernière est une église de Novgorod traitée selon les principes de l'architecture de Smolensk. Le plan de l'église de Saint-Nicolas est celui d'une église à croix inscrite, sur un carré de 10 mètres sur 10 mètres, à quatre piliers, un dôme et une abside. La toiture est trilobée, selon la tradition de Novgorod. Les lésènes, ou dosserets, apparaissent sur les quatre façades, mais seulement aux angles, au lieu de séparer la façade en trois parties. Cela donne un caractère plus monolithique à l'édifice. À l'origine, les façades n'étaient pas recouvertes d'enduits et les lauzes et pierres de calcaire de différentes tailles et tons étaient visibles. Ces pierres calcaires proviennent du Volkhov (un matériau local que les maîtres de Novgorod ont longtemps préféré à la brique). Les arcs au dessus des fenêtres sont réalisés en briques de couleur sombre (c'est une innovation car précédemment les arcs étaient de calcaire).
Au dessus du porche d'entrée se trouve une niche réservée à une fresque qui a disparu. Sur la partie supérieure du tambour), au dessus des arcs des fenêtres et sous les gouttières des façades, court une frise d'arcature en brique. On trouve des décorations architecturales de ce type dans des édifices d'architecture de Livonie de type roman (ou dans l'architecture romane de transition vers le gothique dans la même région). Des maîtres baltes venus de Riga ou de Revel ont collaboré avec les maîtres novgorodiens et sont probablement à la source des innovations dans l'utilisation de la brique pour la décoration. Inversement à Tallin, on peut observer les motifs trilobés caractéristiques des églises de Novgorod à partir du XIIIe siècle.
Les façades sont garnies de petites niches dans lesquelles sont sculptées des croix en pierre. Contrairement au style traditionnel de Novgorod, les quatre façades ne sont pas identiques.

L'intérieur de l'église présente quelques particularités. Les deux piliers ouest qui soutiennent l'arc des voûtes sont hexagonaux à leur base et en forme de croix à leurs sommet. Les piliers Est sont rectangulaires à la base et en forme de croix au sommet. Ces derniers étaient ainsi réalisés pour y attacher facilement une iconostase. Un escalier mène vers le chœur (précédemment il s'agissait d'un escalier à l'intérieur même du mur). 

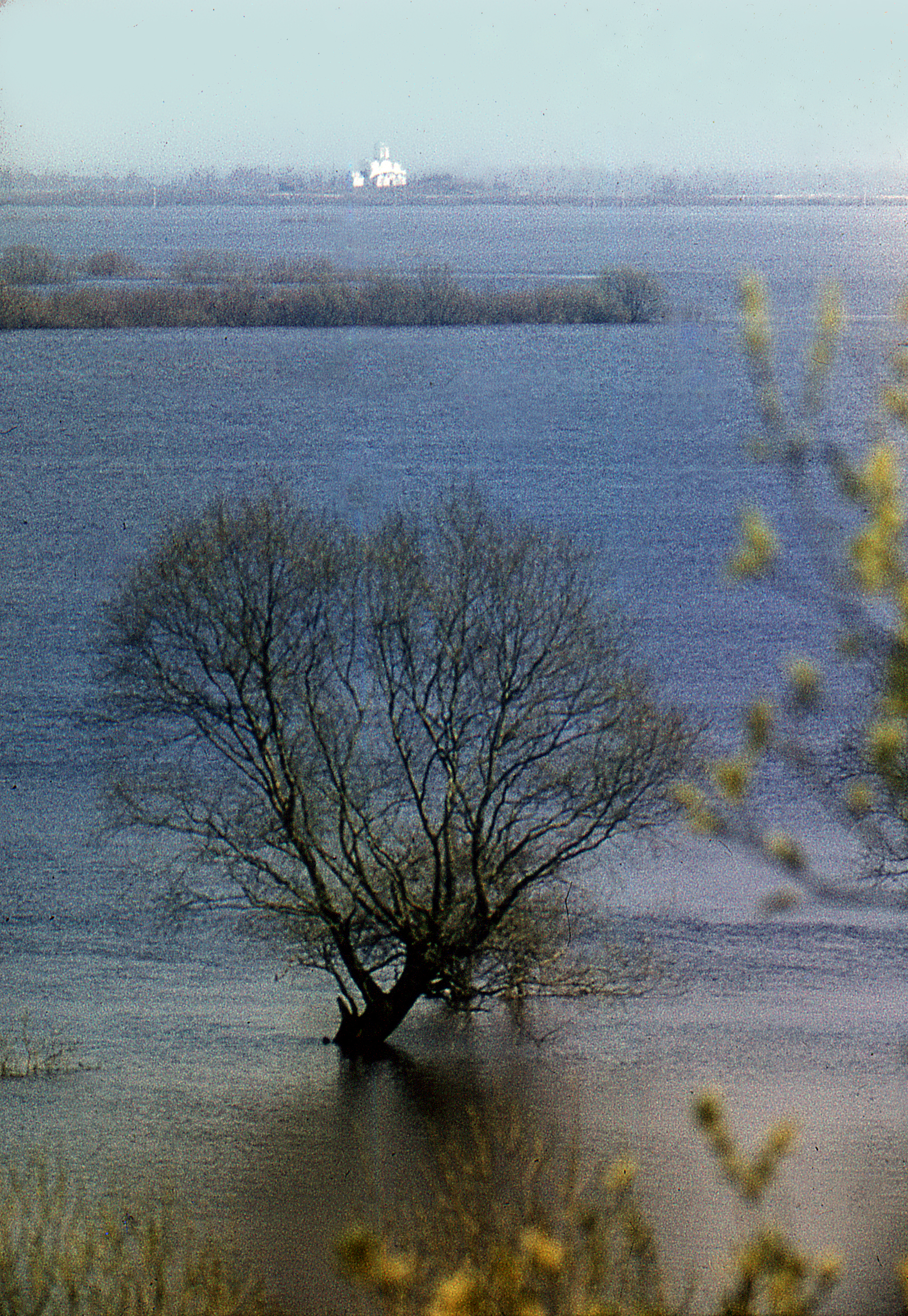
Vue de l'église sur l'île
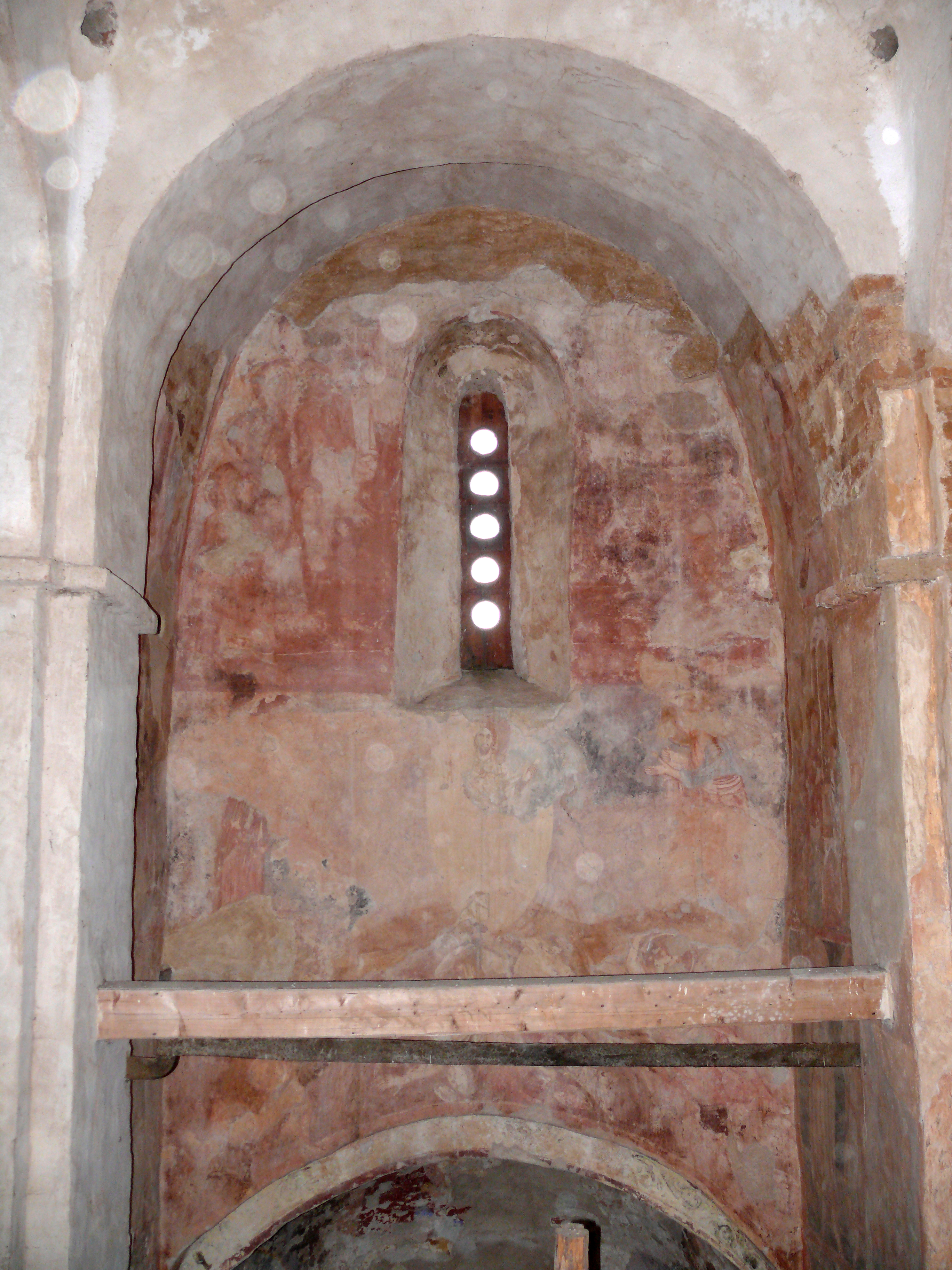
Fresques dans la partie centrale
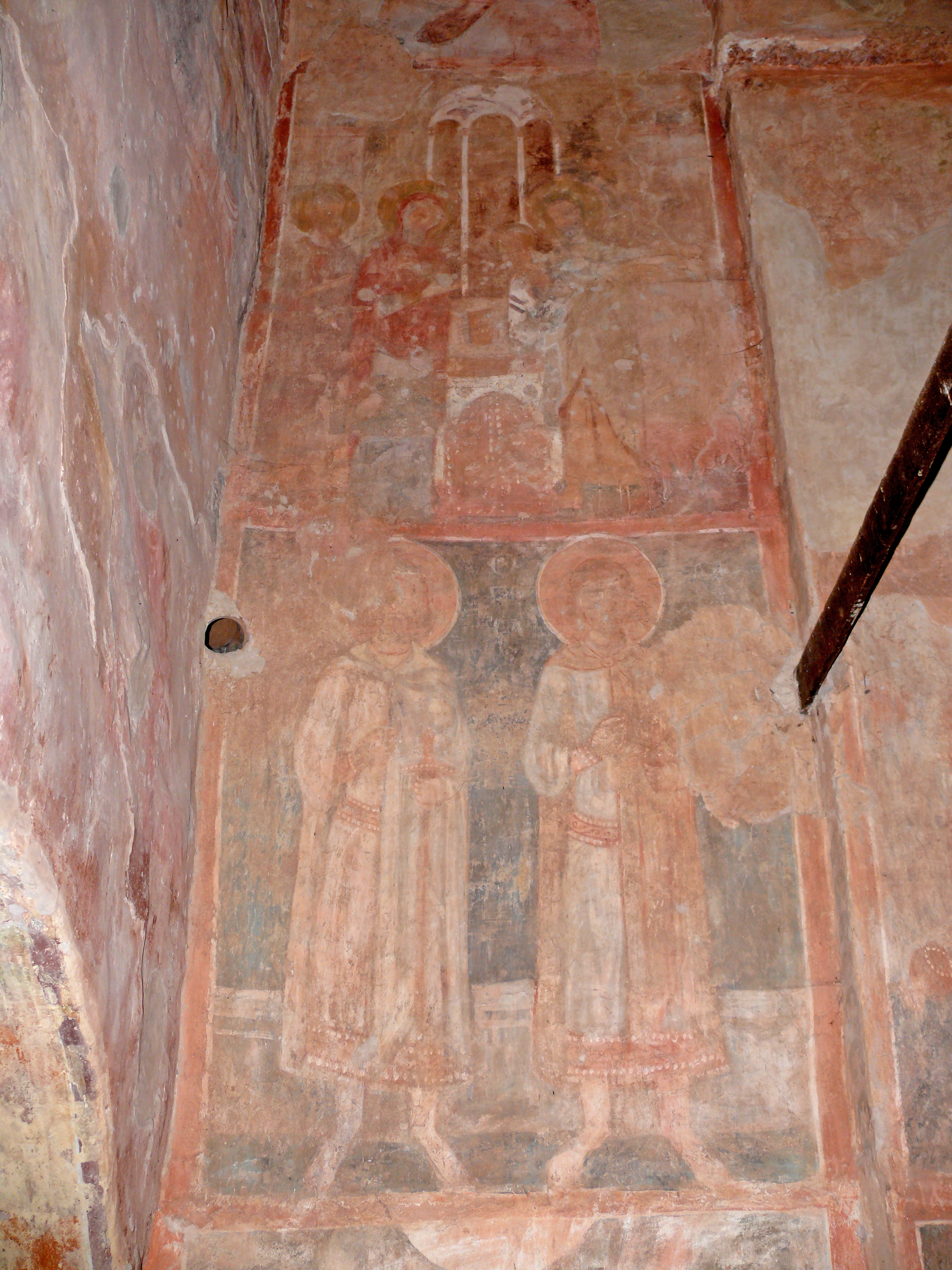
Fresques dans la partie droite de l'autel
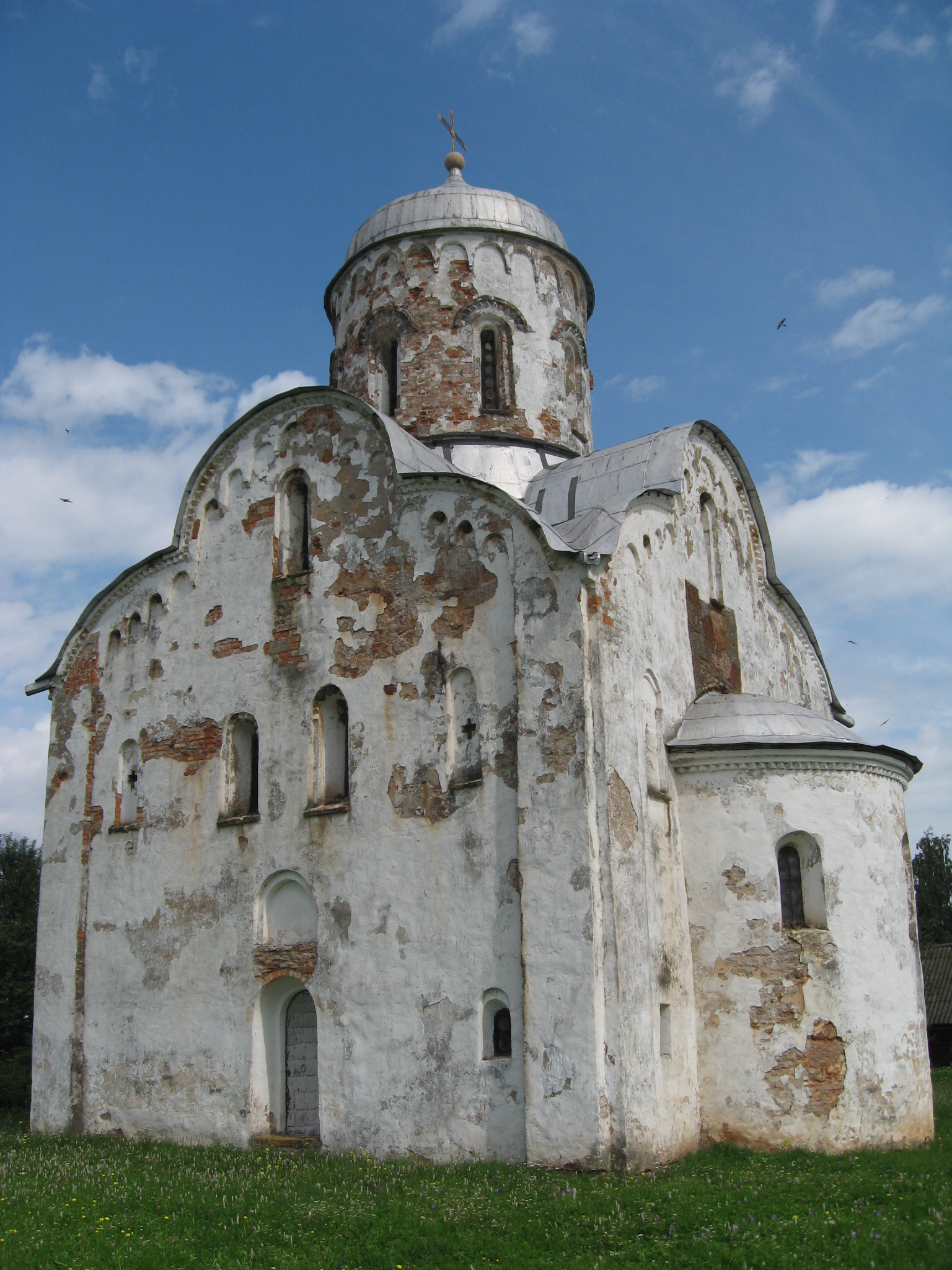
vue des façades et de l'abside

L'église est peinte à fresque dans les années 1293—1294. Lors du nettoyage des anciennes couches ajoutées de peinture à l'huile en 1930, des fresques anciennes sont découvertes qui sont bien conservées. Sur les piliers ouest se trouve une composition sur l'Annonciation. À l'entrée du diakonik, sont représentés « Ananias, Azarias et Misaël », appelés les Trois enfants de Babylone . Mais la plupart des fresques ont été détruites durant la Seconde Guerre mondiale. La lumière pénètre abondamment et éclaire celles qui subsistent dans l'édifice par des fenêtres disposées sur les axes centraux des façades.
En 1764 , le monastère est fermé et l'église de la Sainte-Trinité qui en fait partie est détruite. Au XIXe siècle, l'église est désertée du fait de son mauvais état et le culte n'y est plus célébré que rarement.
Après la Révolution d'Octobre, en 1917, l'église est fermée et se trouve dans un état délabré. Le clocher à deux balcons est détruit.
À l'époque de la Grande Guerre patriotique, un poste d'observation soviétique est installé sur l'île de Lipna. Par intermittence, l'église est la cible des tirs de l'ennemi qui se trouve à 6 kilomètres sur le bord ouest du lac Ilmen. L'édifice est endommagé de manière significative et ne conserve intact que 65 % de sa maçonnerie.
En 1945, les fresques sont restaurées et en 1954—1956 une restauration totale de l'église est réalisée pour lui redonner son aspect primitif.

## Liens extérieurs
- (ru) Церковь Николы на Липне на сайте «Культура Новгородской области»
- (ru) Статья на сайте towns.ru